# Anthurium cirinoi
Anthurium cirinoi är en kallaväxtart som beskrevs av Thomas Bernard Croat. Anthurium cirinoi ingår i släktet Anthurium och familjen kallaväxter. Inga underarter finns listade.